# 前野豊成
前野 豊成（まえの とよなり）は、安土桃山時代末期から江戸時代初期にかけての武将。別名・山内豊成。前野山内氏の初代にあたる。

## 人物
豊成は、天正3年（1575年）に前野泰道の長男に生まれる。豊成の諱は山内一豊からの偏諱を受けたものと推定される。山内家に仕え、豊成の子孫も代々土佐藩に仕えた。また、山内姓を名乗った。土佐前野氏の元祖である前野時之の孫にあたり、実質的な土佐前野氏の初代である。豊成の弟の五藤浄清は、五藤為重の娘を妻にし五藤家の家督を継いだ。
慶長8年（1603年）、滝山一揆が勃発した。一揆発生の伝令を受けた高知では評定が開かれ、藩命によって野々村因幡と共に永原一照に加勢した。豊永五郎衛門の先導のもと滝山へ進軍したが多数の死傷者を出したため、針窪山から大筒で敵陣を砲撃し、5日で一揆勢を撃退した。

## 氏族
豊成の代から山内姓を使っていたが、前野が本来の苗字である。前野氏の始祖は桓武天皇皇子・良岑安世の子孫・大懸高成の三男である前野高長で、豊成の属する前野氏は、高長の子孫の前野時氏の子・前野時之の代から続く派生氏族である。

## 系譜
- 曾祖父：山内掃部助實通
  - 祖父：前野式部時之
    - 父：前野勘兵衛泰道
    - 母：間宮四郎兵衛の娘
      - 本人：前野豊成
      - 妻：祖父江儀太夫の娘
        - 男子：前野中務豊長（山内豊長）
        - 男子：前野九郎右衛門正福
        - 男子：祖父江清十郎（土佐藩山内家重臣祖父江家養子）